# Aleksandr Fiedotow (pilot)
Aleksandr Wasiljewicz Fiedotow (ros. Александр Васильевич Федотов, ur. 23 czerwca 1932 w Stalingradzie, zm. 4 kwietnia 1984 w obwodzie moskiewskim) – radziecki pilot doświadczalny, generał major lotnictwa, Bohater Związku Radzieckiego (1966).

## Życiorys
W 1950 ukończył szkołę Sił Powietrznych w Stalingradzie, od lipca 1950 służył w armii, w 1952 ukończył Armawirską Wojskową Wyższą Szkołę Lotniczą Pilotów Obrony Powietrznej im. marsz. lotn. Pawieła Kutachowa w Armawirze, w której następnie został instruktorem. W grudniu 1957 został zwolniony do rezerwy w stopniu kapitana, w 1981 przywrócony do służby wojskowej z nadaniem stopnia pułkownika. W 1958 ukończył szkołę pilotów doświadczalnych, a w 1965 Moskiewski Instytut Lotniczy. Od sierpnia 1958 pracował jako pilot doświadczalny w Specjalnym Biurze Konstruktorskim Mikojana. Wzniósł w niebo i przetestował wiele modeli samolotów i ich modyfikacji, m.in. MiG-25 R, MiG-23, MiG-23 S, MiG-25 RU, MiG-23 M, MiG-31. W październiku 1977 jako pierwszy wzniósł w niebo samolot MiG-29. Brał udział w testowaniu samolotów MiG-19, MiG-21, MiG-27 i ich modyfikacji oraz innych modeli. Trzykrotnie był zmuszony katapultować się z powodu awarii samolotów. Ustanowił 18 światowych rekordów (w tym 3 absolutne) prędkości, wysokości, ładowności i prędkości wznoszenia samolotami E-166 i MiG-25. W 1983 otrzymał stopień generała majora lotnictwa. Posiadał tytuły zasłużonego lotnika doświadczalnego ZSRR (1969), zasłużonego trenera ZSRR (1976) i mistrza sportu ZSRR klasy międzynarodowej (1975). Mieszkał w mieście Żukowskij. Zginął podczas lotu doświadczalnego samolotem MiG-31 wraz z nawigatorem W. Zajcewem. Został pochowany na Cmentarzu Bykowskim w m. Żukowskij.

## Odznaczenia i nagrody
- Złota Gwiazda Bohatera Związku Radzieckiego (22 lipca 1966)
- Order Lenina (dwukrotnie, 1966 i 1974)
- Order Czerwonego Sztandaru (1964)
- Order Czerwonego Sztandaru Pracy (1971)
- Nagroda Leninowska (1981)
- Złoty Medal Lotniczy FAI (1974)

I inne.

## Upamiętnienie
Jego imieniem nazwano szkołę lotników doświadczalnych i ulicę w Żukowskim i Wołgogradzie. Na domu w Żukowskim, w którym mieszkał, umieszczono tablicę pamiątkową. Poświęconą mu tablicę pamiątkową umieszczono również na fasadzie budynku punktu kontrolnego wojskowej szkoły lotniczej w Armawirze.